# Lý Siêu (kỳ thủ)
Lý Siêu (tiếng Trung: 李超; bính âm: Lǐ Chāo; sinh ngày 21 tháng 4 năm 1989 tại Thái Nguyên, Sơn Tây) là một đại kiện tướng cờ vua Trung Quốc. Năm 2007, anh trở thành đại kiện tướng thứ 23 của Trung Quốc ở tuổi 18.
Anh là trợ lý cho Vương Nguyệt nhiều lần, cả hai đều là những người bạn tốt biết nhau từ khi còn nhỏ.

## Sự nghiệp
Lý Siêu bắt đầu chơi cờ vua khi sáu tuổi.
Năm 2005 anh đứng thứ 6 trong giải vô địch cờ vua thanh niên thế giới tại Istanbul.
Vào tháng 8 năm 2007, Lý Siêu đã vô địch giải Scandinavian Chess Tournament tại Täby, Thụy Điển với 8½/9 điểm.
Trong tháng 9 năm 2007, anh đã thắng giải IGB Dato' Arthur Tan Malaysia Open lần thứ tư tại Kuala Lumpur. Anh cũng thắng giải Gloria Macapagal Arroyo Cup tại Manila từ 21–29 tháng 9 năm 2007.

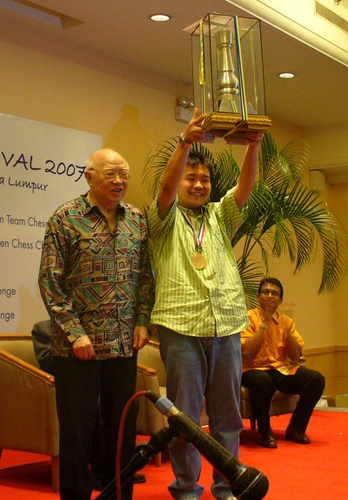
Lý Siêu (phải) nâng cao cúp Dato' Arthur Tan Open năm 2007, Đứng cạnh là Dato' Tan Chin Nam (trái)

Năm 2007, anh trở thành đại kiện tướng. Các chuẩn đại kiện tướng của Lý Siêu đã đạt được tại:
- Giải vô địch cờ vua thanh niên thế giới 2005 tại Istanbul với số điểm 8.5/13;
- Aeroflot Open 2007, nhóm A1, tại Moscow; với số điểm 4.5/9;
- Giải Lake Sevan (category 12) in Martuni, Armenia, với số điểm 5.5/9, đồng giải nhất với Yuri Vovk và G.N. Gopal.

Trong tháng 4 năm 2008, Lý Siêu đồng giải nhất với 7/9 điểm, nhưng xếp thứ 4 do thua tiebreak ở giải Dubai Open. Trong tháng 5 năm 2008, anh giành chức vô địch với số điểm 8.0/11 (xếp trên nhờ tiebreak) ở giải Philippine International Open lần thứ hai ở Subic Bay Freeport Zone. Trong tháng 8 năm 2008, anh vô địch giải IGB Dato 'Arthur Tân Malaysia Open với số điểm 9/11. Trong tháng sau, anh thi đấu tại giải hữu nghị Nga-Trung Quốc thứ năm tại Ninh Ba, với số điểm 3/5, hiệu suất thi đấu 2767  (bảng nam, cùng với Vương Nguyệt, Vương Hạo, Nghê Hoa, Bốc Tường Chí).
Tại Cúp cờ vua thế giới 2009, tổ chức tại Khanty-Mansiysk, Nga, anh vào tới vòng 3 trước khi thua Vugar Gashimov do không kịp có mặt tại trận tiebreak cờ nhanh vì mải hút thuốc.
Năm 2010, Lý Siêu vô địch nhóm C giải Corus tổ chức tại Wijk aan Zee với số điểm 10/13. Chiến thắng này cho phép anh tham dự giải Corus Nhóm B năm tiếp theo, sau này đổi tên thành nhóm B Tata Steel Chess Tournament. Vài tháng sau, vào tháng 4 năm 2010, anh đã thắng giải 48 Doeberl Cup tổ chức tại Canberra, Úc.
Năm 2011, tại giải nhóm B Tata Steel Chess Tournament Lý Siêu đứng thứ 9 với số điểm 6/13. Lý vô địch giải cờ của Summer Universiade 2011 tại Thâm Quyến với thành tích 8,5/9, nhiều hơn 2 điểm so với Vương Hạo và Vương Nguyệt. Trong tháng 11 năm 2011 Lý Siêu vô địch Giải cờ vua Indonesia mở rộng tại Jakarta nhờ hơn Surya Shekhar Ganguly chỉ số phụ. Tại Cúp cờ vua thế giới 2011, anh bị Nguyễn Ngọc Trường Sơn loại ngay từ vòng 1.
Lý Siêu cùng với Yu Yangyi đồng điểm trong giải Indonesia Open Chess Championship năm 2012, nhưng được xếp nhì do thua tiebreak. Anh giành chức vô địch Giải vô địch cờ vua châu Á tổ chức tại Manila, nhờ vậy giành vé tới Cúp cờ vua thế giới 2013. Trong giải Cúp thế giới Lý Siêu đánh bại Evgeny Postny ở vòng 1 trước khi thua Anish Giri ở vòng 2. Năm 2014, anh vô địch giải Reykjavik Open với số điểm 8.5/10.
Tháng 3 năm 2015, anh thắng giải Cappelle-la-Grande Open lần thứ 31. Sau đó Lý Siêu tiếp tục vô địch giải Neckar Open lần thứ 19 tại Deizisau với số điểm 8.5/9. Vào tháng 8 năm 2015, anh đã chơi một trận đấu sáu ván với đại kiện tướng người Hungary Peter Leko ở Szeged, Hungary, thắng 2 hòa 4, tổng tỷ số 4-2 (+2-0=4). Anh chơi cho đội "Siberia" (cùng với Vladimir Kramnik, Levon Aronian, Alexander Grischuk, Vương Nguyệt) và thắng giải cúp câu lạc bộ châu Âu (European Club Cup) tại Skopje.